# Firenze-Pistoia 1996
La Firenze-Pistoia 1996, tredicesima edizione della corsa, si svolse il 7 settembre 1996 su un percorso di 43 km disputati a cronometro, con partenza da Firenze e arrivo a Pistoia; la corsa fu valida anche come campionato nazionale italiano a cronometro (seconda edizione). La vittoria fu appannaggio di Marco Fincato, che completò il percorso in 53'22", precedendo Fabio Roscioli e Massimo Podenzana. 

## Ordine d'arrivo (Top 10)
| Pos. | Corridore          | Squadra            | Tempo   |
| ---- | ------------------ | ------------------ | ------- |
| 1    | Marco Fincato      | Roslotto-ZG Mobili | 53'22"  |
| 2    | Fabio Roscioli     | Refin-Mobilvetta   | a 0'08" |
| 3    | Massimo Podenzana  | Carrera Jeans      | a 1'23" |
| 4    | Gianni Faresin     | Panaria-Vinavil    | a 2'06" |
| 5    | Alessandro Baronti | Panaria-Vinavil    | a 2'10" |
| 6    | Dario Andriotto    | Amore & Vita       | a 2'19" |
| 7    | Stefano Giraldi    | San Marco Group    | a 2'34" |
| 8    | Gabriele Colombo   | Gewiss-Playbus     | a 3'05" |
| 9    | Gianluca Pierobon  | Refin-Mobilvetta   | a 3'08" |
| 10   | Claudio Chiappucci | Carrera Jeans      | a 3'22" |